# 天廄增一
仙女座23，又名BD+40 29，HD 905、SAO 36173、HR 41，是仙女座的一颗恒星，视星等为5.72，位于銀經115.27，銀緯-21.27，其B1900.0坐标为赤經0h 8m 19s，赤緯+40° -21.27′ 0″。